# Обертан, Габриэль
Габриэ́ль Антуа́н Оберта́н (фр. Gabriel Antoine Obertan; 26 февраля 1989, Париж, Франция) — французский футболист, полузащитник клуба «Шарлотт Индепенденс».

## Клубная карьера
Габриэль начал карьеру в местном клубе «Пантен», а в 2002 году перешёл в молодёжную академию клуба «Париж». Проведя там один год, он, как и большинство талантливой молодёжи из «Парижа», перешёл в «Пари Сен-Жермен». Ещё через год Габриэль перешёл в знаменитую футбольную академию «Клерфонтен». Именно там он привлёк внимание скаутов «Бордо». Проведя один год в «Клерфонтене», он перешёл в «Бордо».

### Бордо
Проведя год в лиге для резервистов, в 2006 году Габриэль подписал с «Бордо» свой первый профессиональный контракт сроком на три года. Перед началом сезона 2006/07 он был включён в основной состав команды и получил футболку с номером 26. Его дебют за клуб состоялся 30 сентября 2006 года, когда он вышел на замену в матче чемпионата против «Валансьен». В тот момент Габриэлю было 17 лет. «Валансьен» победил в этом матче со счётом 0:2. 22 апреля 2007 года Обертан забил свой первый гол в матче против «Сент-Этьена» (матч завершился победой «Бордо» со счётом 2:0). Всего в этом сезоне Габриэль провёл 17 матчей, 16 из них начиная со скамейки запасных.
Обертан подписал новый контракт с клубом в сезоне 2007/08, в котором он провёл уже 26 матчей и забил 2 мяча, хотя до сих пор в основном лишь выходил на замену, так как главный тренер клуба Лоран Блан предпочитал ему других нападающих. В ходе первой половины сезона 2008/09 Обертан продолжал начинать большую часть матчей на скамейке запасных, хотя, получая игровое время, он доказывал свой класс, например в матче против «Генгама», в ворота которого он забил два мяча. «Бордо» боролся на чемпионский титул и Габриэль перестал попадать в состав команды, поэтому Лоран Блан решил отправить его в аренду в клуб «Лорьян» до конца сезона.

### Лорьян
Габриэль провёл за «Лорьян» 15 матчей, забив лишь один гол в матче против «Гренобля».
Средняя продолжительность минут на поле составила лишь 37 минут. Габриэль дебютировал в стартовом составе «Лорьяна» против «Олимпик Лиона» и сыграл 84 минуты и был заменён на Бертрана Робера.
Своими выступлениями Обертан привлёк внимание ряда зарубежных клубов. Английский клуб «Челси» следил за игроком с 2007 года. Также интерес к юному игроку проявляли «Манчестер Юнайтед», «Арсенал», «Ювентус» и «Реал Мадрид».

### Манчестер Юнайтед
8 июля 2009 года Габриэль подписал контракт с «Манчестер Юнайтед» сроком в четыре года и взял себе номер 26. Из-за травмы спины Обертан пропустил начало сезона 2009/10 и восстановился только к концу октября к матчу Кубка лиги с «Барнсли». В Лиге чемпионов УЕФА Обертан дебютировал в 4 туре группового этапа в матче против ЦСКА, где вышел на замену вместо Федерико Македы. Свой первый гол за «Манчестер Юнайтед» он забил в матче Лиги чемпионов УЕФА против турецкого «Бурсаспора» на 73-й минуте с передачи Пак Чи Сона. А в матчах АПЛ Обертан за «Манчестер Юнайтед» не забивал. Многие европейские издания вносят Обертана в топ 10 трансферных провалов «Манчестер Юнайтед».

### Ньюкасл
9 августа 2011 года было объявлено о переходе Обертана в «Ньюкасл Юнайтед». Футболист подписал с «сороками» пятилетний контракт. Дебютировал за клуб 13 августа в матче первого тура чемпионата Англии 2011/12 против «Арсенала», выйдя на замену в перерыве матча. В матче 3-го раунда Кубка лиги 2011/12 против «Ноттингем Форест», Обертан отдал голевую передачу на Фабрисио Колоччини, забившего победный гол на 120-й минуте матча. В 10-м туре чемпионата Англии во встрече против «Сток Сити» Габриэль сделал результативную передачу на Демба Ба, сделавшего хет-трик в матче. Сыграв в 12-ти матчах за «Ньюкасл», Обертан подхватил инфекцию на пальце ноги и выбыл на две недели, восстановившись к выездному матчу против «Манчестер Юнайтед», в котором Габриэль отыграл 64 минуты, а «сороки» сыграли вничью — 1:1. В 23-м туре чемпионата Англии Обертан забил свой первый гол за «Ньюкасл», на 92-й минуте отправив мяч в ворота «Блэкберн Роверс» спустя всего 3 минуты после выхода на поле. По окончании сезона 2015/16 Обертан покинул «Ньюкасл» по взаимному согласию сторон.

### Анжи
24 августа 2016 года подписал двухлетний контракт с «Анжи». «Анжи» пригласил на пост главного тренера Павла Врбу и клуб начал перестройку. Пришли сразу несколько квалифицированных футболистов, таких как Иво Иличевич, Седрик Ямбере, Фелисио Браун Форбс и Обертан. Свой первый и единственный гол за «Анжи» в Российской премьер-лиге Габриэль забил в матче 7-го тура против «Урала» на 25-й минуте с передачи Георгиевского. Но зимой у «Анжи» были финансовые проблемы и клуб попрощался со своим главным тренером Павлом Врбой и со звёздами клуба. Зимой 2017 к игроку проявляли интерес со стороны «Кристал Пэлас», «Легия» и «АЕК», но стороны не договорились. В итоге Обертан выбрал «Уиган Атлетик», игравший в Чемпионшипе

### Уиган Атлетик
31 января было объявлено о подписании контракта с «Уиган Атлетик» на полгода. За клуб игрок дебютировал в матче 32-го тура против «Вулверхэмптон Уондерерс», команда Обертана победила со счётом 1:0, а сам он вышел на замену на 62-й минуте вместо Омара Богла. Свой первый и последний гол за «Уиган Атлетик» он забил в матче 41-го тура «Уиган Атлетик» — «Ротерем Юнайтед» (3:2) на 34-й минуте с передачи Райана Колклафа, а также отдал голевую передачу на Алекса Гилби на 65-й минуте. «Уиган Атлетик» не стал продлевать контракт с Обертаном. Габриэль в составе команды из Чемпионшипа сыграл за полгода 12 матчей где забил один гол и отдал две голевые передачи.

### Левски
В перезапуске карьеры Обертана был заинтересован болгарский «Левски». 20 июля 2017 года об этом было объявлено официально. Контракт был подписан на два года. Обертан дебютировал против «Витоша Бистрица». В дебютном сезоне 2017/18 за «Левски» игрок провёл 31 матч, где забил четыре гола и вышел вместе с командой в квалификацию Лиги Европы УЕФА. В сезоне 2018/19 «Левски» начал с первого квалификационного раунда Лиги Европы против «Вадуца». Первый матч проходил поле «Вадуца» и клуб из Лихтенштейна победил со счётом 1:0. В ответном матче «Левски» обыграл соперника со счётом 3:2, но по правилу выездного гола «Вадуц» прошёл дальше. 22 октября 2018 года Обертан продлил контракт с клубом до июня 2021 года.

### Эрзурум ББ
30 декабря 2018 года было объявлено об подписании контракта с турецким «ББ Эрзурумспор». Дебют состоялся в матче 20-го тура против «Ризеспора» (0:1), выйдя на замену на 64-й минуте вместо Рашада Мухаммеда. Первые результативные действие сделал в матче 22-го тура против «Сивасспора» (4:2), когда на 72-й минуте забил гол.

### Шарлотт Индепенденс
19 августа 2021 года Обертан подписал контракт с американским клубом «Шарлотт Индепенденс» из Чемпионшипа ЮСЛ. За «Индепенденс» дебютировал 28 августа в матче против «Тампа-Бэй Раудис». 22 сентября в матче против «Майами» забил свой первый гол за «Индепенденс».
В начале 2022 года Обертан проходил просмотр в новообразованном клубе MLS «Шарлотт», забив гол в предсезонном матче против сборной Гренады.
16 июня 2022 года Обертан вернулся в «Шарлотт Индепенденс», подписав контракт на оставшуюся часть сезона 2022 в Лиге один ЮСЛ. 21 января 2023 года Обертан перезаключил контракт с «Шарлотт Индепенденс» на сезон 2023.

## Карьера в сборной
Габриэль выступал за юношескую и молодёжную сборные Франции. В составе сборной Франции до 21 года он забил гол в ворота молодёжной сборной Англии в товарищеском матче 31 марта 2009 года.

## Достижения
«Манчестер Юнайтед»
- Чемпион английской Премьер-лиги: 2010/11

## Статистика выступлений
| Клуб              | Сезон            | Лига | Лига | Кубки | Кубки | Еврокубки | Еврокубки | Прочие | Прочие | Итого | Итого |
| Клуб              | Сезон            | Игры | Голы | Игры  | Голы  | Игры      | Голы      | Игры   | Голы   | Игры  | Голы  |
| ----------------- | ---------------- | ---- | ---- | ----- | ----- | --------- | --------- | ------ | ------ | ----- | ----- |
| Бордо             | 2006/07          | 17   | 1    | 2     | 0     | 4         | 0         | 0      | 0      | 23    | 1     |
| Бордо             | 2007/08          | 26   | 2    | 4     | 1     | 7         | 0         | 0      | 0      | 37    | 3     |
| Бордо             | 2008/09          | 11   | 0    | 2     | 2     | 5         | 0         | 1      | 0      | 19    | 2     |
| Бордо             | Итого            | 54   | 3    | 8     | 3     | 16        | 0         | 1      | 0      | 79    | 6     |
| Лорьян            | 2008/09          | 15   | 1    | 2     | 1     | 0         | 0         | 0      | 0      | 17    | 2     |
| Лорьян            | Итого            | 15   | 1    | 2     | 1     | 0         | 0         | 0      | 0      | 17    | 2     |
| Манчестер Юнайтед | 2009/10          | 7    | 0    | 3     | 0     | 3         | 0         | 0      | 0      | 13    | 0     |
| Манчестер Юнайтед | 2010/11          | 7    | 0    | 5     | 0     | 3         | 1         | 0      | 0      | 15    | 1     |
| Манчестер Юнайтед | Итого            | 14   | 0    | 8     | 0     | 6         | 1         | 0      | 0      | 28    | 1     |
| Ньюкасл Юнайтед   | 2011/12          | 23   | 1    | 3     | 0     | 0         | 0         | 0      | 0      | 26    | 1     |
| Ньюкасл Юнайтед   | 2012/13          | 14   | 0    | 2     | 0     | 8         | 1         | 0      | 0      | 24    | 1     |
| Ньюкасл Юнайтед   | 2013/14          | 3    | 0    | 2     | 0     | 0         | 0         | 0      | 0      | 5     | 0     |
| Ньюкасл Юнайтед   | 2014/15          | 13   | 1    | 2     | 0     | 0         | 0         | 0      | 0      | 15    | 1     |
| Ньюкасл Юнайтед   | 2015/16          | 5    | 0    | 0     | 0     | 0         | 0         | 0      | 0      | 5     | 0     |
| Ньюкасл Юнайтед   | Итого            | 58   | 2    | 9     | 0     | 8         | 1         | 0      | 0      | 75    | 3     |
| Анжи              | 2016/17          | 8    | 1    | 1     | 0     | 0         | 0         | 0      | 0      | 9     | 1     |
| Уиган Атлетик     | 2016/17          | 12   | 1    | 0     | 0     | 0         | 0         | 0      | 0      | 12    | 1     |
| Левски            | 2017/18          | 31   | 4    | 0     | 0     | 0         | 0         | 0      | 0      | 31    | 4     |
| Левски            | 2018/19          | 20   | 1    | 0     | 0     | 2         | 0         | 0      | 0      | 22    | 1     |
| ББ Эрзурумспор    | 2018/19          | 10   | 1    | 0     | 0     | 0         | 0         | 0      | 0      | 10    | 1     |
| Всего за карьеру  | Всего за карьеру | 222  | 14   | 28    | 4     | 32        | 2         | 1      | 0      | 283   | 20    |